# Підводні човни типу O 12
| Підводні човни типу O 12                                                                | Підводні човни типу O 12                                                                              | Підводні човни типу O 12                                                                              |
| --------------------------------------------------------------------------------------- | --- | --- |
| O 12-klasse                                                                             | | |
|                                                                                         | | |
| Підводний човен O 12, головний у своєму типі                                            | | |
| Верф                                                                                    | Damen Schelde Naval Shipbuilding, Wilton-Fijenoord                                                    | Damen Schelde Naval Shipbuilding, Wilton-Fijenoord                                                    |
| Під прапором                                                                            | Нідерланди Третій Рейх                                                                                | Нідерланди Третій Рейх                                                                                |
| Належність                                                                              | Військово-морські сили Нідерландів · Крігсмаріне                                                      | Військово-морські сили Нідерландів · Крігсмаріне                                                      |
| Замовлення                                                                              | 4 | 4 |
| Закладений                                                                              | 4 | 4 |
| Спуск на воду                                                                           | 4 | 4 |
| Введений до складу флоту                                                                | 4 | 4 |
| На службі                                                                               | 1931 —1945                                                                                            | 1931 —1945                                                                                            |
| Бойовий досвід                                                                          | Друга світова війна                                                                                   | Друга світова війна                                                                                   |
| Проєкт                                                                                  | | |
| Тип ПЧ                                                                                  | прибережний підводний човен                                                                           | прибережний підводний човен                                                                           |
| Попередній проєкт                                                                       | типу O 9                                                                                              | типу O 9                                                                                              |
| Наступний проєкт                                                                        | типу O 16                                                                                             | типу O 16                                                                                             |
| Основні характеристики                                                                  | | |
| Швидкість (надводна)                                                                    | 16 вузлів (30 км/год)                                                                                 | 16 вузлів (30 км/год)                                                                                 |
| Швидкість (підводна)                                                                    | 8 вузлів (15 км/год)                                                                                  | 8 вузлів (15 км/год)                                                                                  |
| Робоча глибина занурення                                                                | 80 м                                                                                                  | 80 м                                                                                                  |
| Дальність плавання                                                                      | 3500 миль (6500 км) на швидкості 8 вузлів (надводна) 25 миль (46 км) на швидкості 8 вузлів (підводна) | 3500 миль (6500 км) на швидкості 8 вузлів (надводна) 25 миль (46 км) на швидкості 8 вузлів (підводна) |
| Екіпаж                                                                                  | 29 офіцерів та матросів                                                                               | 29 офіцерів та матросів                                                                               |
| Розміри                                                                                 | | |
| Довжина найбільша (по КВЛ)                                                              | 60,42 м                                                                                               | 60,42 м                                                                                               |
| Ширина корпусу найб.                                                                    | 6,83 м                                                                                                | 6,83 м                                                                                                |
| Середня осадка (по КВЛ)                                                                 | 3,6 м                                                                                                 | 3,6 м                                                                                                 |
| Водотоннажність надводна                                                                | 610 тонн                                                                                              | 610 тонн                                                                                              |
| Водотоннажність підводна                                                                | 754 тонни                                                                                             | 754 тонни                                                                                             |
| Силова установка                                                                        | | |
| Дизель-електрична: 2 × дизельні двигуни Sulzer або M.A.N. 2 × електродвигуни W. Schmitt | | |
| Гвинти                                                                                  | 2 | 2 |
| Потужність                                                                              | 2 × 900 к.с. (дизель) 2 × 310 к. с. (електродвигун)                                                   | 2 × 900 к.с. (дизель) 2 × 310 к. с. (електродвигун)                                                   |
| Озброєння                                                                               | | |
| Артилерія                                                                               | 2 × 44-мм палубні гармати                                                                             | 2 × 44-мм палубні гармати                                                                             |

Підводні човни типу O 12 (нід. O 12-klasse) — тип голландських прибережних підводних човнів, побудованих суднобудівельними компаніями Нідерландів у період з 1928 по 1932 рік. Загалом побудовано 4 підводні човни цього типу.

## Історія
Чотири підводні човни типу O 12 були подальшим розвитком підводних човнів класу O 9. Ці човни також проектувалися під керівництвом голландського інженера Дж. Штруйфа. Під час проектування класу O 12 вперше були використані результати випробувань цистерн на голландській суднобудівній експериментальній станції у Вагенінгені, що дозволило оптимізувати форму корпусу. Інші вдосконалення включали використання електрозварювання та посилення подвійного корпусу, стійкого до тиску, і водонепроникних люків, що дозволило збільшити максимальну глибину занурення до 80 метрів. Попри усі ці удосконалення, проект все ще передбачав використання підводних човнів лише в прибережних водах і мілководних морях.
Крім того, нові підводні човни, які надійшли на озброєння в 1931 і 1932 роках, вперше були повністю оснащені торпедними пусковими апаратами 533-мм калібру, чотири носові та одну кормову торпедні установки. Щоб не сильно порушувати обтічність човнів, у конструкції не було звичайної великокаліберної палубної гармати. Замість нього встановили два 44-мм палубні гармати, які могли зберігатися у водонепроникних відсіках.
Підводні човни цього класу стали також першими голландськими підводними човнами, що мали два перископи, які можна було засувати і висувати за допомогою електроприводу. Основним недоліком конструкції була погана остійність човнів під час плавання на поверхні. У 1936 і 1937 роках цю проблему вирішили, збільшивши центральну баластну цистерну на всіх чотирьох човнах і зменшивши навантаження на корпус зверху за рахунок демонтажу обох 40-мм гармат і одного з кондиціонерів.

## Список ПЧ типу O 12
| Човен | Верф                                           | Закладка       | Спущений         | Введений до строю | Виведений       | Прим.                                                      |
| ----- | ---------------------------------------------- | -------------- | ---------------- | ----------------- | --------------- | ---------------------------------------------------------- |
| O 12  | Wilton-Fijenoord, Вліссінген                   | 20 жовтня 1928 | 8 листопада 1930 | 20 липня 1931     | 6 липня 1945    | 3 травня 1945 року затоплений німецькими моряками у Кілі   |
| O 13  | Wilton-Fijenoord, Вліссінген                   | 1 грудня 1928  | 18 квітня 1931   | 1 жовтня 1931     |                 | після 12 червня 1940 року зниклий безвісти                 |
| O 14  | Wilton-Fijenoord, Вліссінген                   | 29 грудня 1928 | 3 жовтня 1931    | 4 березня 1932    |                 | 26 червня 1943 року розібраний на запасні частини та брухт |
| O 15  | Koninklijke Maatschappij De Schelde, Роттердам | 3 березня 1930 | 27 травня 1931   | 28 липня 1932     | 11 вересня 1945 | 2 жовтня 1946 року проданий на брухт                       |